# Jardim Sabará
Jardim Sabará é um bairro da zona leste da cidade brasileira de Porto Alegre, Rio Grande do Sul. Foi criado inicialmente pela Lei n.° 3.193 de 29 de outubro de 1968 sob o nome Jardim Itu-Sabará. O bairro faz parte da região de planejamento 4 - leste e nordeste.
Em 2019 o bairro contava com: 17.853 habitantes, distribuídos por seus 255,5 ha, com uma densidade populacional de 6.987,47 hab./km². A taxa de analfabetismo do bairro era de 1,02%, acentuadamente menor que o índice geral de Porto Alegre que era de 3,86%. A renda média era de 5,42 salários mínimos por domicílio. O seu Índice de Desenvolvimento Humano Municipal é de 0,852 levemente elevado em comparação ao índice de 0,805 da cidade.

## Histórico
Até as primeiras décadas do século XX, a região que atualmente corresponde ao bairro Jardim Sabará e Jardim Itu não passava de uma grande fazenda. O início da urbanização da área data da década de 1950 e, em 1954, esta se transformou em um loteamento. Nas décadas seguintes, com o início do processo de planejamento metropolitano, a prefeitura municipal procurou diminuir a dependência de regiões mais afastadas da área do Centro Histórico em relação a esta, controlando a expansão urbana e preservando o meio-ambiente.
Na década de 1980, inaugurou-se na parte alta do bairro o Loteamento do Parque do Arvoredo. Estritamente residencial, ele ganhou atenção do setor imobiliário, assim como o Jardim Planalto, outra área igualmente valorizada que cresceu consideravelmente a partir de 1990. Ambos os loteamentos são caracterizados por seu planejamento e pela arborização.

## Novo limite territorial

### Lei de Limites de Bairros: proposta 2013-2014
O bairro Jardim Itu-Sabará foi dividido em dois bairros distintos: Jardim Itu e Jardim Sabará. Os limites do Bairro Jardim Itu são os seguintes: ponto inicial e final: encontro da Rua Gomes de Freitas com a Avenida
Baltazar de Oliveira Garcia. Desse ponto segue pela Avenida Baltazar de Oliveira Garcia até Avenida Tenente Ary Tarragô, por essa até a Rua Doutor Galdino Nunes Vieira, por essa até a Rua Francelício Porto, por essa até a Rua Coronel João Pacheco de Freitas, por essa até a Rua Dezenove de Abril, por essa até a Rua Leopoldo Bettiol, por essa até a Rua Guadalajara, por essa até a Rua Dom Luiz Guanella, por essa até a Avenida Benno Mentz, por essa até a Rua Gaspar de Lemos, por essa até a Rua Bartolomeu Dias, por essa até a Rua Ilhéus, por essa até a Rua Arnaldo Ballve, por essa até a Rua Professor
José Maria Rodrigues, por essa até a Rua do Contessado, por essa até a Rua
Porto Belo, por essa até a Rua Nicolau Faillace, por essa até a Rua Duarte
Andrade Soares, por essa até a Rua Abílio Miller, por essa até a Rua Gomes de Freitas, por essa até a Avenida Baltazar de Oliveira Garcia, ponto inicial. Seus bairros vizinhos são: Cristo Redentor, Sarandi, Passo das Pedras, Vila Ipiranga, Vila Jardim, Jardim Carvalho e Morro Santana.

### Lei de Limites de Bairros: proposta 2015-2016
No fim do ano de 2015, as propostas com as emendas foram aprovadas pela Câmara Municipal de Porto Alegre. O bairro foi dividido entre o Jardim Sabará e o Jardim Itu, mas manteve seus limites quando eram juntos.